# La Cérémonie des adieux
La Cérémonie des adieux est un récit autobiographique de Simone de Beauvoir publié le 24 novembre 1981 aux éditions Gallimard. Il est suivi de la publication d'Entretiens avec Jean-Paul Sartre : août-septembre 1974.

## Éditions
- La Cérémonie des adieux, Éditions Gallimard, Paris, 1981  (ISBN 2070266885).